# Charles Sawyers
Charles L. Sawyers (né en 1959) est un chercheur du Howard Hughes Medical Institute (HHMI) qui détient la chaire Marie-Josée et Henry R. Kravis du programme d'oncologie et de pathogenèse humaines (HOPP) au Memorial Sloan Kettering Cancer Center (MSK). HOPP est un programme créé en 2006 qui regroupe des chercheurs de nombreuses disciplines pour faire le pont entre les découvertes cliniques et de laboratoire .

## Carrière
Sawyers obtient un BA de l'Université de Princeton en 1981 et un doctorat en médecine de l'École de médecine de l'Université Johns Hopkins en 1985  suivi d'une résidence en médecine interne à l'Université de Californie à San Francisco . Il devient chercheur HHMI en 2002 alors qu'il travaille au Jonsson Cancer Center de l'UCLA .
Sawyers travaille sur des médicaments anticancéreux à ciblage moléculaire, en mettant l'accent sur le développement d'une nouvelle génération d'options de traitement pour les patients. Il partage le prix de recherche médicale clinique Lasker-DeBakey 2009 avec Brian Druker et Nicholas Lydon  pour le développement de l'imatinib, un inhibiteur de la kinase ABL, pour les patients atteints de leucémie myéloïde chronique et du dasatinib, un inhibiteur de l'ABL de deuxième génération, pour surmonter la résistance à l'imatinib. Il a également co-découvert les médicaments antiandrogènes enzalutamide, approuvés par la FDA en 2012, et l'apalutamide  approuvé en 2019, tous deux pour le traitement du cancer avancé de la prostate .
La recherche sur le cancer de Sawyers est abordée dans le deuxième épisode de Cancer : l'empereur de toutes les maladies.
Sawyers est président de la Société américaine d'investigation clinique (ASCI) en 2007  et de l'American Association for Cancer Research (AACR) en 2012 . Il est également nommé au Conseil consultatif national du cancer par le président Obama en 2012  et siège au conseil d'administration de Novartis depuis 2013 . Il est co-éditeur fondateur de l'Annual Review of Cancer Biology depuis 2017 .